# Чабаненко, Иван Иванович
Иван Иванович Чабаненко (4 (17) декабря 1900, Чигирин — 30 мая 1972, Киев) — советский актёр, режиссёр и педагог, профессор, ректор Киевского института театрального искусства. Заслуженный деятель искусств УССР (1948).

## Биография
Родился 4 (17 декабря) 1900 года в городе Чигирине (Черкасской области). В 1930 году окончил Киевский музыкально-драматический институт имени Н. Лысенко и в нём с 1931 года преподавал.
В 1930-1932 годах работал режиссёром в театре имени М. Заньковецкой в Запорожье, а в 1932-1933 годах — в Киевском театре рабочей молодежи.
Член ВКП (б) с 1942 года. В 1937-1965 годах — на педагогической работе в Киевском институте театрального искусства (с 1961 профессор; в 1937-1945 и 1961-1965 его ректор).
В августе 1959 года руководил правительственной делегацией СССР на торжественном открытии памятника Т. Г. Шевченко в Орске.
Умер 30 мая 1972 года. Похоронен в Киеве на Байковом кладбище (участок № 1).

## Творчество
Сыграл роли:
- Цыган («Коммуна в степях» М. Кулиша);
- Дылда («Голос недр» В. Билль-Белоцерковского).

Поставил спектакли:
- «Отелло» В. Шекспира;
- «Шельменко-денщик» Г. Квитки-Основьяненко;
- «Неизвестные солдаты» Л. Первомайского.

Автор пьесы «Горе намучить, горе и научить» (1943) и книги «Записки театрального педагога» (1980).

## Награды
- Заслуженный деятель искусств УССР (1948)
- орден Октябрьской Революции
- орден Трудового Красного Знамени (24.11.1960)
- медали